# Coregonus autumnalis
Il cisco artico (Coregonus autumnalis (Pallas, 1776)) è un pesce d'acqua dolce della famiglia dei Salmonidi originario dell'Asia settentrionale, dell'Alaska e del Canada.

## Descrizione

### Dimensioni
È una specie di dimensioni medio-grandi, che può raggiungere una lunghezza massima di circa 65 cm.

### Aspetto
Ha corpo di aspetto robusto, slanciato, a sezione ovale e compresso lateralmente. La sua altezza massima è pari al 18-24% della lunghezza. La testa, di lunghezza pari al 16-20% di quella del corpo, ha muso corto e bocca situata in posizione terminale. La mascella superiore raggiunge posteriormente il bordo anteriore dell'occhio. Le squame cicloidi sono numerose, di medie dimensioni e debolmente inserite nel derma. La linea laterale è posta in posizione mediana. Le pinne ventrali sono provviste di processi ascellari. La pinna dorsale è alta e leggermente falcata. La pinna caudale è bilobata e con estremità appuntite. La livrea è argentea, con colorazione di fondo del dorso verde-olivastra o verde-bluastra; fianchi e ventre sono chiari. Le pinne dorsale e caudale presentano una tinta grigiastra; le pinne pettorali, ventrali e anale sono traslucide e molto chiare.

## Biologia

### Comportamento
Specie eurialina e migratrice anadroma tipica delle acque fredde, occupa l'areale più settentrionale tra tutte le specie di coregoni. Svolge la fase trofica in mare, in acque dalla salinità superiore al 22‰. Gli immaturi si trattengono fino alla maturità (6-8 anni) nei pressi della piattaforma continentale. La principale montata riproduttiva inizia con l'ingresso dei pesci in acqua dolce a giugno-luglio e si conclude con la fregola in settembre-ottobre. Una seconda risalita si verifica in autunno: in questo caso i pesci si trattengono per un anno in acqua dolce prima di riprodursi. Nel corso di queste migrazioni i pesci possono risalire il corso dei fiumi anche per 1500 km. Durante la risalita gli adulti non si alimentano e dopo la fregola ritornano direttamente al mare. Gli avannotti scendono al mare in maggio-giugno.

### Alimentazione
La dieta degli avannotti e degli immaturi è costituita principalmente da microinvertebrati planctonici e bentonici. In mare gli adulti si nutrono quasi esclusivamente di crostacei e piccoli pesci. L'analisi dei contenuti stomacali degli esemplari catturati in estate dai pescherecci commerciali ha rivelato una preponderante presenza di grandi crostacei planctonici.

### Riproduzione
La fregola ha luogo in acque basse correnti, ben ossigenate, con substrato prevalentemente ghiaioso, generalmente in torrenti tributari dei grandi fiumi di pianura. Le uova vengono deposte in una depressione scavata nel substrato; dopo la fecondazione vengono coperte dalla ghiaia e abbandonate. Le femmine non si riproducono tutti gli anni. Generalmente ciascun esemplare si riproduce solo due o tre volte nell'arco della vita. La durata dello sviluppo embrionale è molto lunga: normalmente richiede circa sette mesi.
La specie è soggetta a malattie virali e batteriche, come la peste della bocca rossa (Yersinia ruckeri). Viene predata principalmente da grandi salmonidi, da gadidi e da altri pesci, come lucci, lucioperca e siluri. Nell'Artico viene predata anche da mammiferi marini e uccelli ittiofagi.

## Distribuzione e habitat
Il cisco artico è presente in tutti i bacini afferenti al mar Glaciale Artico dell'Eurasia, dal fiume Mezen' ad ovest all'isola di Wrangel ad est, ad eccezione del fiume Ob' e del lago Bajkal. In America settentrionale la specie è diffusa da Punta Barrow al golfo dell'Incoronazione. In passato è stata introdotta in molte località dell'ex Unione Sovietica, senza però acclimatarsi.

## Conservazione
La specie non risulta particolarmente minacciata. La relativa inaccessibilità di alcune aree del suo habitat consente la conservazione delle aree di fregola, spesso situate in località scarsamente popolate o disabitate. Negli ultimi anni l'abbondanza delle catture ha prodotto un certo calo numerico della specie, ma si stima che il declino complessivo della popolazione non possa raggiungere il 30% entro le prossime tre generazioni (30 anni).
La specie ha un discreto valore per la pesca sportiva, anche se le sue abitudini alimentari la rendono difficile da catturare. I pescatori sportivi insidiano questi coregoni praticando fori sul ghiaccio, attraverso i quali vengono calate le lenze, generalmente innescate con piccoli vermi del genere Tubifex. La pesca commerciale viene attivamente praticata anche da pescherecci industriali, con reti da posta o da circuizione.